# Nurida Gadirova Ateshi
 (décembre 2024).
Améliorez-le ou discutez des points à vérifier. 
Nourida Gadirova Ateshi, née le 22 août 1965 à Oğuz (en), RSS d’Azerbaïdjan, est une chercheuse, écrivain et archéologue azerbaïdjanaise. Depuis 1995, elle vit à Berlin, en Allemagne.

## Biographie
De 1982 à 1984, Nourida Gadirova Ateshi fait ses études au Collège humanitaire de Bakou, puis à l'Institut d'art d'État d'Azerbaïdjan A. Hussein-Zadeh et termine ses études supérieures en 1989, avec un diplôme de Sciences culturelles. Elle a travaillé au musée d’Art national d’Azerbaïdjan. En 2003, elle obtient une thèse de doctorat en pédagogie, à l’Université d’Art et de Culture de Moscou. La même année, elle reçoit le certificat d’interprète des langues azerbaïdjanaise, allemande et russe après avoir obtenu un examen passé à l’Université des langues d’Azerbaïdjan. Ensuite, elle continue son travail dans le domaine de l’archéologie.

## Littérature
Nourida Gadirova Ateshi a commencé à écrire dès son enfance, à partir de neuf ans. Elle est l’auteur de 19 livres et plus de 100 poèmes, à partir desquels des compositeurs russes et azerbaïdjanais ont composé des chansons. Ses œuvres ont été traduites en allemand, anglais, français, persan et russe. Elle est lauréate du « Grand Prix » et de la « Plume d’Or » d’Azerbaïdjan. Les œuvres de Nourida Ateshi ont comme particularité d’aborder les thèmes telles que la condition féminine et la liberté sexuelle d’une manière évidente et décrivent les problèmes de la société azéri au moment de l’indépendance. C’est pourquoi pendant dix ans, ses œuvres ont été interdites en Azerbaïdjan soviétique. Elle a continué à son activité sous le pseudonyme Ateshi (qui veut dire « le feu »),. Pendant plusieurs années elle a été connue sous ce pseudonyme.
Ses œuvres littéraires comprennent de la poésie, des œuvres politiques et sociales et des traductions. Ces dernières années son activité est liée purement à l’archéologie. De 2010 à 2017, plus de 100 articles et 19 livres ont été publiés dans des éditions dont plusieurs sont consacrés à l’histoire, à la culture et à l’archéologie du Caucase (en langues azerbaïdjanaise, turque, russe, anglaise et allemande). On a catalogué ses œuvres dans les bibliothèques d’État de Dresde, de Leipzig en Allemagne et dans les archives d’état d’Azerbaïdjan.
Nourida Gadirova Ateshi est membre du Centre International des Écrivains (PEN) depuis 2011.

## Recherches scientifiques
Nourida Gadirova Ateshi est candidate au doctorat à l’Institut d’archéologie et d’ethnographie de l’Académie nationale des sciences d’Azerbaïdjan depuis 2011 et depuis 2014 elle est chargée de cours à l’Université Khazar (Bakou) et en 2015 elle est devenue directrice de l’Institut des recherches sur le Caucase (Berlin).
En 2003, elle a terminé sa thèse de doctorat en pédagogie sur le thème : « Le rétablissement des enfants malades et défectueux physiquement dans la société allemande ».
Elle a pendant les années 2005-2011 réalisé des recherches sur Mahomed Asad Bey (Kourban Said) en collectant des documents dans les Archives en Allemagne, Autriche, France, Italie, Suisse et Géorgie et elle les a publiés pour la première fois (Asad Bey – les secrets de 100 ans, Nourlan, Bakou, 2007). Ensuite, en continuant ses recherches dans le domaine de l’archéologie, elle est devenue candidate au doctorat en 2011 à l’Institut d’Archéologie et d’Ethnographie de Bakou.
En 2013, après un examen, son travail a été apprécié comme « excellent » (5 points) par la Commission d’État de l’Institut d’Histoire de l’Académie Nationale des Sciences d’Azerbaïdjan et cette commission a confirmé officiellement sa spécialisation comme historienne.
Depuis 2014, elle est chargée de cours à l’Université Khazar à Bakou et depuis 2015 elle est la directrice de l’Institut des Recherches sur le Caucase à Berlin, en Allemagne.
Dans un premier temps, ses recherches ont porté sur les Amazones du Caucase,, et actuellement sur la fin de l’Âge du Bronze et le début de l’Âge du Fer au Caucase. Ses recherches principales comprennent l’historiographie de l’archéologie et l’étude des recherches et des collections du Caucase existant dans les musées d’Europe.
Elle a étudié les collections de la Culture de Khodjali-Gedebey, répandue largement à la fin de l’Âge du Bronze et au début de l’époque du Fer au Caucase, dans les musées de Russie, d’Allemagne, de Géorgie, d’Autriche, et d’Azerbaïdjan. Elle a réussi à attirer l’attention sur de nouvelles recherches et à réexaminer la chronologie de cette culture. En se basant sur des documents d’archive qu’elle a reçus de plusieurs musées d’Europe et en étudiant les nouvelles collections qu’elle a découvertes. 